# Evelyn McHale
Evelyn Francis McHale (Berkeley, California, 20 de septiembre de 1923-Nueva York, 1 de mayo de 1947) fue una contable estadounidense. Luego de suicidarse en 1947, la fotografía de su cuerpo, tomada por el estudiante de fotografía Robert Wiles, ganó gran reconocimiento, siendo referida como «el suicidio más hermoso».

## Biografía
Nació en Berkeley, California, siendo una de los nueve hijos de Helen y Vincent McHale. Su padre era un examinador bancario que se trasladó a Washington D. C. en 1930. Su madre sufría depresión crónica no tratada. Esto provocó problemas en su matrimonio y, finalmente, el divorcio. El padre obtuvo la custodia de todos los hijos y se mudó con ellos a Tuckahoe, Nueva York. Tras graduarse de la secundaria, McHale se unió al Cuerpo de Mujeres del Ejército. Después se mudó a Baldwin, donde trabajó como contable en Kitab Engraving Company y conoció a Barry Rhodes, un estudiante universitario de ingeniería dado de baja del Ejército del Aire.

## Muerte
Según declaró su prometido Rhodes, el 30 de abril, Evelyn se despidió de él «...tan feliz, como cualquier chica a punto de casarse» y volvió en tren a Nueva York. Al día siguiente, el día 1 de mayo, poco antes de las 10:30 horas, McHale entró al emblemático Empire State y compró una entrada para subir al mirador ubicado en el piso 86 de ese rascacielos para luego lanzarse al vacío e impactar en el techo de una limusina perteneciente a la organización de las Naciones Unidas sin ninguna persona en su interior y que se encontraba estacionada a la entrada del edificio. Llamó la atención la serenidad de su rostro y la forma en que sostenía con su mano izquierda el collar que tenía en su cuello, como si estuviera frotándolo.
Un detective de la policía encontró en el mirador su abrigo cuidadosamente doblado y, en un bolsillo, su cartera con varias fotos familiares y una nota de suicidio de McHale que decía:

No quiero que nadie dentro o fuera de mi familia vea parte alguna de mí. ¿Podrían destruir mi cuerpo incinerándolo? Les ruego que no me hagan ningún funeral o ceremonia. Mi novio me pidió que nos casáramos en junio. No creo que pueda ser una buena esposa para nadie. Él estará mucho mejor sin mí. Díganle a mi padre que tengo muchas de las tendencias de mi madre.
Evelyn McHale.

Su cuerpo fue identificado por su hermana, Helen Brenner. De acuerdo a sus deseos, fue incinerada sin funeral ni ceremonia alguna. Barry Rhodes se convirtió en ingeniero y más tarde se trasladó al sur. Murió soltero en Melbourne, Florida, el 9 de octubre de 2007.

## Legado
Luego de su suicidio, un retrato fue inmediatamente tomado por el estudiante de fotografía Robert C. Wiles, que había escuchado el impacto y salió de inmediato a la calle para capturar la imagen de la joven. Su fotografía fue publicada el 12 de mayo en la portada de la revista Life con el título «El Suicidio más Hermoso» (The most beautiful suicide).

## En la cultura popular
McHale es referenciada en la canción «Shatter Me With Hope» del grupo de metal finlandés HIM, presente en su álbum Screamworks: Love in Theory and Practice.
Es referenciada en la canción Jump They Say del artista inglés David Bowie. Andy Warhol usó la fotografía de Wiles en el grabado titulado Suicide (Fallen Body).
Es referenciada en el MV de la canción «Supernova» del grupo de k-pop aespa. La integrante del grupo Karina, protagoniza una escena al inicio del video en donde cae sobre un auto en una posición similar a la de la trágica muerte de McHale.